# He Xiangning
assinatura
Vista da sepultura.
He Xiangning (chinês: 何香凝, Wade–Giles: ''Ho Hsiang-ning''; 27 de Junho de 1878 – 1º de Setembro de 1972) foi uma revolucionária chinesa, feminista, politica, pintora e poeta. Junto de seu marido Liao Zhongkai, ela foi uma dos primeiros membros da organização secreta de Sun Yat-sen, a Aliança Revolucionária Chinesa. He se tornou a Ministra da Mulher durante o Governo da República da China em Guangzhou em 1921 e organizou a primeira manifestação na China para o Dia Internacional das Mulheres de 1924. 
Após seu marido ser assassinado em 1925 e Chiang Kai-shek dar inicio ao expurgo de comunistas em 1927, ela acabou se afastando da política do Partido Nacionalista da China pelos próximos 20 anos, apesar de que, ela participou ativamente na resistência anti-japonesa durante a Segunda Guerra Sino-Japonesa.
Em 1948, ela foi uma co-fundadora do Comitê Revolucionário do Kuomintang, fundado por Li Jishen como resultado da separação entre as facções do Partido Nacionalista da China. Após o Comitê ser aprovado e reconhecido como o sucessor do Kuomintang pelo Partido Comunista da China, ela ocupou muitos cargos de alto escalão após a fundação da República Popular da China, incluindo vice-presidente da CCPPC (1954–64), vice-presidente do Congresso Nacional do Povo (1959–72), presidente do Comitê Revolucionário do Kuomintang (1960–72) e presidente honorária da Federação das Mulheres de toda a China.

## Links externos
- Pinturas de He Xiangning no Museu de Arte He Xiangning
- Vida de He Xiangning (em chinês)